# 北宋淮南西路帅臣列表
北宋淮南西路帅臣，指淮南西路安抚司的长官，或称安抚使，或称经略安抚使。

## 历任经略安抚使

### 宋太祖朝
- 赵赞（960年）
- 宋偓（960年—963年）
- 冯瓒（963年—964年）
- 陈思让（964年—969年）
- 尹崇珂（973年）
- 邢琪（975年—977年）

### 宋太宗朝
- 邢琪（983年—987年）
- 魏震（988年—989年）
- 赵安易（990年）
- 赵镕（992年）
- 刘蒙叟（992年）
- 刁衎（996年—997年）

### 宋真宗朝
- 刁衎（997年—998年）
- 宋太初（1002年—1007年）
- 刘琮（1014年—1015年）
- 陈尧佐（1015年—1017年）
- 高绅
- 刁湛（1018年—1019年）
- 马亮（1020年）
- 刘筠（1021年—1022年）

### 宋仁宗朝
- 刘筠（1022年）
- 马亮（1022年—1027年）
- 刘筠（1028年—1030年）
- 梁頠
- 陈尧佐（1033年）
- 赵贺
- 徐越（1036年）
- 杨日严（1036年—1038年）
- 张亿（1039年）
- 王质（1039年）
- 李柬之（1041年—1045年）
- 唐询（1046年）
- 林潍（1046年—1048年）
- 陈希亮（1049年）
- 吕公孺
- 刘纬（1051年）
- 张昷之（1052年）
- 包拯（1053年）
- 赵良规（1055年）
- 李端愿（1057年）
- 张子宪（1058年）
- 冯京（1059年）
- 吴及（1060年）
- 李端愿（1062年）

### 宋英宗朝
- 张田（1064年）
- 傅俞尧（1066年—1067年）

### 宋神宗朝
- 傅俞尧（1067年—1070年）
- 孙觉（1073年）
- 刘定（1074年—1075年）
- 陈绎（1077年）
- 韩宗道（1078年—1080年）
- 沈绅
- 李良辅（1083年）
- 何正臣（1084年）
- 吴居厚（1085年）

### 宋哲宗朝
- 杨汲（1086年）
- 穆珣（1088年）
- 史宗范
- 蹇周辅
- 朱服（1091年）
- 刘定（1092年）
- 陈轩（1093年—1094年）
- 章衡（1094年）
- 王钦臣（1094年）
- 王子京（1096年—1097年）
- 刘定（1099年）

### 宋徽宗朝
- 朱服（1100年）
- 陈师锡（1102年）
- 龚原（1102年）
- 蹇周辅（1102年）
- 林颜（1104年）
- 罗畸
- 周焘
- 李图南（1112年）
- 蒋猷（1113年）
- 吴伯厚（1114年）
- 翟汝文（1119年）
- 刘僴（1123年—1125年）

### 宋钦宗朝
- 刘僴（1125年）
- 王孝迪（1125年—1126年）